# Cnematoplatys tozerensis
Cnematoplatys tozerensis är en skalbaggsart som beskrevs av Zdzisława Stebnicka och Henry Fuller Howden 1996. Cnematoplatys tozerensis ingår i släktet Cnematoplatys och familjen Aphodiidae. Inga underarter finns listade i Catalogue of Life.